# Genetkat

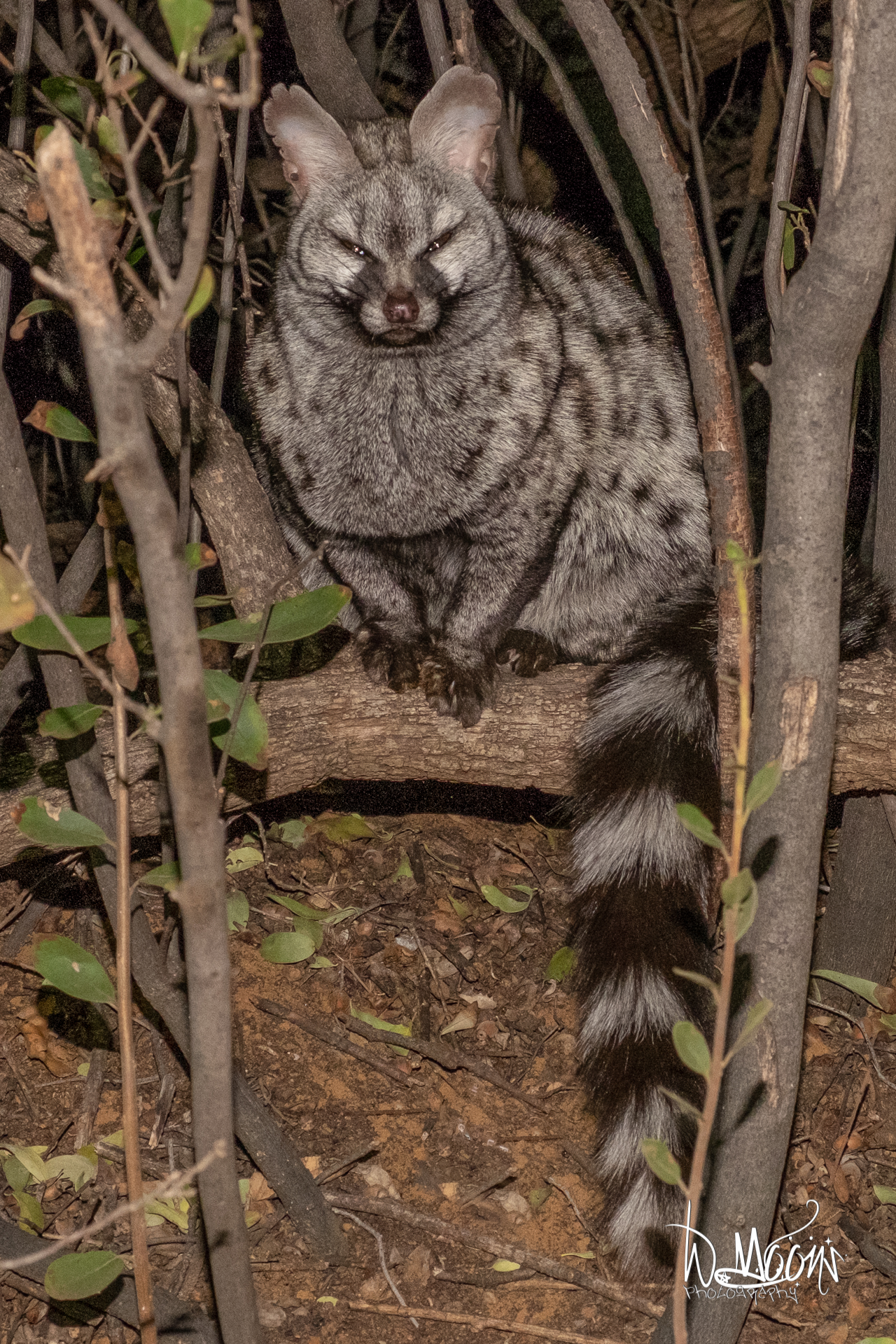
Genetkat

De genetkat (Genetta genetta) is een klein roofdier uit de familie der civetkatachtigen (Viverridae). De wetenschappelijke naam van de soort werd als Viverra genetta in 1758 gepubliceerd door Carl Linnaeus. Hij is een goede klimmer en springt vaak van tak naar tak. 

## Kenmerken
De genetkat heeft een slank katachtig lichaam met een lange staart. De poten zijn kort met halfintrekbare klauwen. De vacht van de genetkat is geel tot grijs gekleurd, met donkerbruine tot zwarte stippen op het lijf, die strepen lijken te vormen. Over de staart lopen afgewisseld donkere en lichtere ringen. De snuit is zwart, met een witte kleur rond de ogen en de bek. In de drogere gebieden van zuidelijk Afrika komen lichter gekleurde genetkatten voor, in vochtige leefgebieden is hij juist wat feller van kleur. Soms komt melanisme voor.
De genetkat wordt tussen de 47 en de 60 centimeter lang. Zijn staart meet tussen de 40 en de 51 centimeter. Zijn lichaamsgewicht ligt tussen 1 en 2,5 kilo. De schouderhoogte bedraagt 18 tot 20 centimeter.

## Gedrag
De genetkat is een solitair nachtdier dat ook in de schemering actief is. Overdag rust hij hoog in boomtoppen (bijvoorbeeld kastanje, coniferen). Hij heeft een eigen territorium, dat kan overlappen met het territorium van een genetkat van het andere geslacht. De dieren zijn niet agressief tegenover elkaar en lijken elkaar te tolereren. Het nest bevindt zich in bomen of in holen, tussen rotsen of onder struiken. Ze maken geluiden die overeenkomen met die van de kat. Als hij bang is, scheidt hij een muskusachtige geurstof af.
De genetkat is een omnivoor en heeft een gevarieerd dieet. Hij heeft een voorkeur voor kleine knaagdieren als muizen, maar hij voedt zich ook met vogels, reptielen en insecten. Hij vangt zijn prooi vanuit een hinderlaag. Nu en dan eet de genetkat ook bessen en andere vruchten.
Zelf wordt de genetkat soms gegeten door uilen.

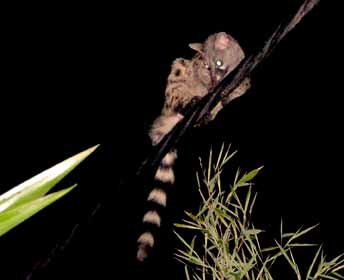
Genetkat

## Voortplanting
De genetkat kent geen voortplantingsseizoen. Toch worden er meer jongen geboren in april en mei en in augustus en september. De draagtijd van de genetkat duurt 10 tot 11 weken, waarna er 1 tot 3 (soms 4) jongen geboren worden. Deze jongen meten bij de geboorte 13,5 centimeter. De jongen worden vervolgens 8 weken gezoogd, waarna ze het nest voor het eerst verlaten. De jongen worden gespeend na 6 maanden en ze zijn na een jaar onafhankelijk. Na twee jaar kunnen ze vervolgens zelf jongen voortbrengen.
De genetkat wordt meestal niet ouder dan 10 jaar.

## Verspreiding
Deze soort komt voor in grote delen van zuidelijk Europa, Arabië en Afrika, zuidwaarts tot Zuid-Afrika. Waarschijnlijk is de Europese populatie geïntroduceerd.
De genetkat leeft in rustige gebieden, ver weg van de mens. Hij heeft een voorkeur voor bosrijke gebieden, vaak in de nabijheid van beekjes en in rotsachtig terrein, begroeid met struiken. Deze soort woont in drogere gebieden dan andere civetkatten. Koudere streken en het hooggebergte worden door de genetkat gemeden. In de Pyreneeën komt de soort voor tot op een hoogte van 2000 meter.
Er worden meerdere ondersoorten onderscheiden. Eén ondersoort, de Ibizagenet (Genetta genetta isabelae), is kwetsbaar.